# Willy Bohlander
Frederik Willem (Willy) Bohlander (Amsterdam, 8 augustus 1891 – Amsterdam, 26 augustus 1939) was een Nederlandse waterpolospeler.
Willy Bohlander nam eenmaal deel aan de Olympische Spelen van 1924. Hij eindigde met de nationale ploeg op de vijfde plaats.
Zijn vier jaar jongere broer Gé maakte eveneens deel uit van de Nederlandse olympische waterpoloselectie. Willy Bohlander overleed in 1939 op 48-jarige leeftijd, een jaar voordat zijn broer om het leven kwam bij een auto-ongeluk nabij Maastricht.
Jan den Boer · 
Willy Bohlander · 
Gé Bohlander · 
Willem Bokhoven · 
Sjaak Köhler · 
Han van Senus · 
Karel Struijs